# Association suisse des employés de banque
 (novembre 2019).
L'Association suisse des employés de banque (ASEB ; en allemand Schweizerische Bankpersonalverband, SBPV ; en italien Associazione svizzera degli impiegati di banca) est l’association du personnel des employés du domaine de la finance et des assurances.

## Organisation
Les organes les plus élevés de l’ASEB sont l’Assemblée des délégués et le Comité directeur avec le Président central à sa tête. Le Secrétariat central dont le siège est à Zurich dirige et coordonne le travail de l’association. Des associations régionales soutiennent le travail de l’ASEB dans les régions suivantes : Berne-Soleure, Suisse orientale, Suisse centrale, Zurich, Suisse du Nord-ouest et Tessin. Son bureau romand à Genève a été fermé en juin 2023. L’ASEB peut compter sur des commissions permanentes pour certains thèmes : Commission de politique salariale et sociale ainsi que Commission paritaire, dans laquelle tous les partenaires sociaux sont représentés (ASEB, SEC Suisse et Association patronale des banques comme représentant des employeurs).

## Objectifs et activités
Le but principal de l’ASEB est le bien-être professionnel et économique de tous les employés du secteur de la finance. Dans ce contexte, l’ASEB mise sur un partenariat social dans le cadre duquel sont menées des négociations collectives sur les conditions de travail, les systèmes salariaux et la sécurité des postes de travail. Le résultat du partenariat social se matérialise sous la forme de la Convention relative aux conditions de travail du personnel bancaire (CPB). Elle définit les standards minimaux pour la durée du travail, les vacances, les salaires, les mesures en cas de fusions et restructurations ainsi que les dispositions relatives à la fin des rapports de travail. La CPB n’a pas force obligatoire générale dans le secteur bancaire. 50 banques sont soumises à la CPB, dont la plupart des grands établissements tels qu’UBS, Credit Suisse et Banque cantonale de Zurich. L’une des priorités de l’activité de l’ASEB est le droit du travail. L’association s’est engagée contre la transmission de données de collaborateurs aux États-Unis. Elle s’engage pour la défense des droits fondamentaux (notamment l’égalité de traitement) et pour la protection de la santé.

## Historique
Les débuts de l’ASEB remontent au temps de la première guerre mondiale. C’est en octobre 1917 que fut créée la première association du personnel du secteur bancaire ; la création de l’association centrale à Berne suivit peu après, en avril 1918. Dans un premier temps, l’association zurichoise un peu plus « radicale » ne rejoignit pas l’association centrale plus modérée et décida de défendre ses intérêts au moyen d’une grève des employés de banque. Par cette action, les Zurichois obtinrent un certain respect de la part des employeurs. Pourtant, les forces plus modérées prirent le dessus après la grève générale. En 1920, une première convention concernant les conditions de travail fut signée avec les employeurs (règlement uniforme de service et de solde pour le personnel bancaire, en allemand « Einheitliche Dienst- und Besoldungsordnung (ED+BO) ») et cela pour toutes les parties du pays. Après le krach boursier de 1929, l’association ne put empêcher plusieurs réductions de salaires, mais obtint des hausses successives des salaires après la seconde guerre mondiale, avec également des améliorations des conditions de travail. Ainsi, en 1963, l’égalité salariale entre femmes et hommes fut (théoriquement) introduite pour le secteur bancaire. La semaine de 5 jours suivit en 1964.
Du fait de la crise économique du début des années 1970, l’ASEB ne parvint pas à imposer ses revendications demandant la réduction du temps de travail à 44 heures et des vacances plus longues, bien que les banques fussent à l’époque déjà confrontées à un manque de personnel qualifié. Dans les années 1980, l’ASEB lutta avec succès pour la semaine de 42 heures et une quatrième semaine de vacances pour tous. En 1990, la Convention relative aux conditions de travail du personnel bancaire (CPB) remplaça le règlement ED+BO. La décennie fut marquée par de nombreuses fermetures de petites banques, par des fusions et des reprises d’établissements. Les raisons étaient alors la crise de l’immobilier au début de la décennie, les débuts de la dérégulation du secteur financier, l’internationalisation des activités et la progression de l’automatisation. Une nouveauté importante vit le jour en 1996 : depuis cette date, les négociations salariales n’ont plus lieu entre l’organisation des employeurs et les deux associations professionnelles ASEB et SEC Suisse, mais au niveau des entreprises avec les représentants du personnel, qui sont cependant soutenus par l’ASEB. Au début du nouveau siècle, l’ASEB a connu quelques succès, avec l’introduction d’une cinquième semaine de vacances pour toutes et tous et le maintien complet du salaire pendant le congé de maternité. Durant la crise financière, qui a conduit dès 2008 à une restructuration assez brutale de la place financière, l’ASEB a été très sollicitée. De nombreux plans sociaux ont été menés à bien et l’ASEB a ainsi pu atténuer quelque peu les conséquences de maints licenciements collectifs. En 2013, l’ASEB a négocié avec les banques, sous la houlette du Secrétariat d’État aux questions financières internationales une convention pour la protection des employés en ce qui concerne la livraison de données et le conflit fiscal avec les États-Unis.
En juin 2023, l’ASEB a fermé son bureau de Genève.  L’ancien responsable romand de l’association a été engagé par le SIT Syndicat interprofessionnel de travailleuses et travailleurs afin de combler cette lacune et de poursuivre la défense des employés de banque de la place financière de Genève.

## Affiliation
L’ASEB est membre de L’Union syndicale suisse (USS) et d’UNI global union.

## Régions et sections
- Nordschweiz
- Ostschweiz
- Bern - Solothurn
- Zentralschweiz
- Zurich
- Ticino